# Ouragan sur le Caine (roman)
 (novembre 2015).
Pour les articles homonymes, voir Mutiny et Ouragan sur le Caine.
Ouragan sur le Caine (titre de l'édition poche française Ouragan sur DMS Caine) est un roman de l'auteur américain Herman Wouk (titre original The Caine Mutiny). 
Publié en 1951, ce roman obtint le prix Pulitzer en 1952, dans la catégorie Fiction, et fut un grand succès de librairie, apprécié de ses lecteurs malgré ses 560 pages.
Herman Wouk en tira une pièce de théâtre — centrée uniquement sur le procès en cour martiale des auteurs de la « mutinerie » — jouée dans le monde entier.
Adapté à Hollywood pour le cinéma par Edward Dmytryk, avec Humphrey Bogart dans le rôle du Capitaine Queeg (un de ses derniers rôles, car il sera emporté par un cancer en janvier 1957), ce film, Ouragan sur le Caine, fut un énorme succès (seconde plus grosse recette lors de l'année de sa sortie en 1954[réf. souhaitée]). La pièce de théâtre sera également adaptée par deux fois, par Robert Altman et par William Friedkin.

## Résumé de l'intrigue

### Willie Keith, un fils de patricien égaré dans la marine
Le récit est conté à travers le « prisme » d'un jeune aspirant de marine Willie Keith, issu d'un milieu très bourgeois de la côte est des États-Unis. Ce jeune « fils-à-maman », insouciant, jazzman amateur, qui flirte avec Marie Minotti, une chanteuse de night-club (nom de scène May Wynn) d'une condition sociale inférieure à la sienne (fille d'épiciers italo-américains du Bronx) s'engage dans l'US Navy nettement après Pearl Harbor.
Il ne s'agit pas d'une vocation mais d'un calcul : Sa mère espère ainsi lui éviter les fatigues de la conscription obligatoire dans l'infanterie.
En la circonstance, le calcul se révélera mauvais : Willie, militaire fantaisiste, qui aura bien du mal pendant sa période de classes, et profitera tout d'abord de vacances inespérées en jouant les organisateurs de soirées sur les bases militaires de la Côte ouest et d'Hawaï se retrouvera embarqué sur le Caine, un vieux destroyer de la Première Guerre mondiale (un ancien « 4 cheminées » de la classe Clemson reconverti en Destroyer Mine Sweeper (DMS), un dragueur de mines).
Le choc sera rude à tous points de vue — réalités de la guerre, décalage social avec les matelots et les autres officiers, éloignement de sa famille et de sa fiancée, décès de son père qui lui avait caché un cancer incurable — mais Willie Keith mûrira, deviendra un officier de marine compétent et fera même preuve de courage en sauvant le navire lors d'une attaque d'un pilote-suicide japonais.
En ce sens le livre est un Bildungsroman, un roman d'apprentissage, qui voit le jeune godelureau qu'était Willie Keith mûrir de façon accélérée au contact de la guerre et accéder aux réalités de l'âge d'homme.
Toutefois, l'aspect « Bildungsroman » n'est qu'une facette de l’œuvre: les péripéties de la guerre et surtout la psychologie collective et individuelle d'un groupe d'officiers et de matelots confrontés aux réalités du combat et vivant dans le huis clos confiné d'un navire aussi vieux que peu prestigieux, sont les aspects les plus poignants de cette œuvre.
Lors de son embarquement à bord du Caine, Willie est frappé par l'aspect délabré du navire et le débraillé de son « pacha », le commandant De Vriess : taches de rouille, baquets de légumes à la traîne, attitude apparemment désinvolte des matelots et de la maistrance. Jugeant sur l'apparence, du haut de son inexpérience totale, il ne se rend pas compte qu'en fait, le Caine, sous le commandement de de Vriess, est une unité efficace et performante : sachant pertinemment que ce vieux navire est promis à la ferraille un jour ou l'autre, son commandant et avec lui son équipage ont abandonné le paraître pour se concentrer sur l'efficacité opérationnelle.
Se mettant au diapason de ce qu'il croit être un « je m'en foutisme » généralisé, Willie s'attire des ennuis, notamment en négligeant de décoder un message qui annonce le remplacement de De Vriess par un nouveau commandant, Philip Francis Queeg.

### Le commandant Queeg, aux frontières de la maladie mentale
Celui-ci se révèle être un fanatique de la discipline (ce que Willie approuve) et entreprend de réformer le navire en harcelant les matelots sur leur tenue, en exigeant de longues corvées de piquage de la rouille (qui reprend comme une gangrène sous la peinture neuve), en exigeant un classement réglementaire des milliers de paperasses inutiles, etc.
En fait, derrière cette façade d'autorité se cache un être faible, à peine à la hauteur de la tâche, parfois couard au combat, et surtout affligé de tendances paranoïaques. L'efficacité opérationnelle du navire dégringole, Queeg échoue son navire sur un banc de vase à la sortie de Pearl Harbor, réquisitionne un remorqueur obligeant qui passait par là et le déséchoue... mais tente de couvrir son cafouillage en omettant sciemment de noter l'incident sur le livre de bord et en ne rédigeant pas de rapport.
Bien entendu, l'incident n'échappe pas à l'amiral, conduit à reléguer le Caine à une tâche encore moins glorieuse : le remorquage de cibles d'exercice pour les cuirassés. Là encore l'incompétence de Queeg se manifeste : il laisse sans ordres le timonier, occupé qu'il est à réprimander un matelot qui n'a pas rentré sa chemise dans son pantalon et le Caine, tournant en rond, tranche la remorque avec son hélice. Craignant un accident de personnel et voyant approcher l'heure de fermeture de la rade, Queeg n'essaie même pas de récupérer la cible (valant quelques milliers de dollars quand même) qui part à la dérive et disparaît.
De guerre lasse, l'Amiral expédie le Caine à San Francisco pour un grand carénage, espérant ainsi envoyer Queeg « faire ses bêtises ailleurs ». Queeg s'avère un être mesquin, il pressure ses officiers pour que ceux-ci lui abandonnent leur ration réglementaire d'alcool, fait empaqueter les trente six bouteilles dans une caisse qu'il tente de débarquer en contrebande à « Frisco ».
Willie, qui commande le canot fait une fausse manœuvre et la lourde caisse finit au fond du port : sachant très bien que Willie est riche et qu'il s'est promis une permission avec May Wynn (elle a pris l'avion jusqu'en Californie à grands frais), Queeg fait chanter Willie Keith pour se faire rembourser l'alcool. Lors de la mise à quai du Caine, contrariée par un fort courant de marée, Queeg tente de manœuvrer en force et emboutit le wharf, cabossant fortement l'étrave du navire.
De tels incidents lui aliènent la confiance de l'équipage et installent une atmosphère délétère à bord, empirée par l'attitude du premier lieutenant, Thomas Keefer, un intellectuel qui méprise l'institution militaire et persifle Queeg dans son dos.
À partir de ce point, le décor psychologique est en place pour une progressive descente aux enfers du bateau, de son équipage et de son commandant, de plus en plus tatillon, de plus en plus isolé et de plus en plus en proie à la manie de la persécution, au point de tenter de se calmer en roulant en permanence des billes d'acier au creux de sa main.

### Thomas Keefer, un intellectuel manipulateur
Thomas Keefer mine l'autorité du peu populaire commandant en le surnommant « vieille tache jaune », jaune comme la couleur supposée de la peur, car lors du débarquement de Kwajalein, un atoll des îles Marshall, Queeg, chargé d'escorter des chalands de débarquement les laisse en plan à distance prudente de la plage (d'où part une canonnade japonaise nourrie) et vire de bord honteusement après avoir largué une bouée colorante jaune en guise de marquage de la ligne de départ.
S'ensuit une discussion avec le second du Caine, le lieutenant Stephen Maryk (marin-pêcheur dans le civil, qui prévoit de continuer dans l'active après la guerre), un homme compétent et loyal à Queeg mais qui est loin de posséder les ressources de dialectique de Keefer.
D'insinuations en insinuations, Keefer persuade Maryk que Queeg est un malade mental (ce qui est exact mais seulement de façon relative) et qu'il serait fondé à le relever de son commandement en vertu de l'article 184 du code militaire de l'US Navy qui prévoit que dans des circonstances exceptionnelles, un second peut décider de prendre la relève de son supérieur malade ou devenu fou.
Maryk commence à rédiger un « journal médical » en couchant sur le papier les manies de Queeg, les brimades qu'il inflige à l'équipage, et les occasions où se révèle son incompétence.
Keefer et Maryk vont jusqu'à tenter de demander une entrevue à l'amiral William F. Halsey, chef d'état-major de la flotte du Pacifique, dont le cuirassé amiral, l'USS Missouri est opportunément ancré à peu de distance du Caine.
Keefer, velléitaire, tourne casaque au dernier moment et Maryk le prie de cesser désormais ses insinuations... mais n'en continue pas moins à douter de son commandant. Sur ces entrefaites, la flotte du Pacifique appareille pour appuyer le débarquement américain aux Philippines et traverse en route un épouvantable ouragan.

### Le typhon de Halsey: quand la réalité s'invite dans la fiction
Cet épisode s'inspire d'un fait historique réel, le typhon Cobra qui provoqua le naufrage de plusieurs destroyers américains en décembre 1944 dans le Pacifique. La description qu'en donne Herman Wouk (qui servit comme enseigne de vaisseau  dans l'US Navy durant la Seconde Guerre mondiale et était un marin compétent) est un classique de littérature maritime, son absence de grandiloquence, la description factuelle et graphique des ravages que l'ouragan cause à la structure du navire et dans les têtes des hommes est remarquable.[réf. nécessaire]
Le Caine, qui, sur instructions de l'amiral Halsey, suit une route vent arrière devient quasiment ingouvernable, malgré sa machinerie puissante mais bien usée. En effet les soutes à carburant arrière sont quasiment vides, faisant émerger le gouvernail qui n'a plus guère d'efficacité, les hélices sortent de l'eau et s'emballent, menaçant de provoquer une avarie terminale aux turbines de propulsion.
Le roulis dépasse soixante degrés bord sur bord, à la limite du chavirage, le radar est inopérant, les canots de sauvetage arrachés par la furie des paquets de mer… Stephen Maryk, l'ancien marin-pêcheur, de quart avec Willie Keith, est persuadé qu'il faudrait ballaster les soutes à l'eau de mer et faire route debout au vent et aux lames pour sauver le navire mais Queeg s'y oppose (le ballastage des soutes imposera ensuite un processus de dégazage fastidieux et de plus Queeg tient absolument à obéir aux ordres de route).
Queeg perd complètement la raison sous le stress et Maryk le relève de son commandement ce qui dans son esprit ne constitue pas une mutinerie mais une application de l'article 184 du règlement de l'US Navy.
Il donne les ordres nécessaires, améliorant nettement la situation mais se trouve confronté à un autre problème : un destroyer quasiment en panne de combustible s'est mis en travers à proximité et a chaviré, des marins se cramponnent la coque retournée qui s'enfonce.
Maryk fait alors preuve de son sens marin et de sa virtuosité manœuvrière : il parvient à ranger le Caine tout près de l'épave qui s'enfonce et à sauver plusieurs dizaines de marins, bien aidé par Willie Keith, qui se révèle (à sa propre surprise) être à la hauteur des circonstances.
Lorsque le typhon s'apaise, Queeg, apparemment redevenu sain d'esprit, propose çà Maryk d'oublier l'incident et de falsifier le journal de bord (qui est tenu provisoirement au crayon). ce dernier refuse, ce qui le conduit tout droit, comme Willie Keith vers la cour martiale pour mutinerie.

### La cour martiale: la justice militaire face aux frontières de la folie
Le choix du défenseur est une question cruciale, tout comme le chef d'accusation. Bon nombre d'officiers-juristes se défilent, estimant l'affaire perdue d'avance, tandis que le chef d'accusation est revu à la baisse et requalifié en « conduite préjudiciable à la discipline », car Maryk maintient avoir agi dans le cadre de l'article 184.
L'avocat qui accepte finalement la défense est Barney Greenwald, pilote dans l'aéronavale, courageux à défaut d'être un grand as, étoile montante du barreau new-yorkais où il s'est spécialisé dans la défense des tribus amérindiennes spoliées de leurs terres. Comme Herman Wouk dans sa jeunesse, c'est un juif fort peu pratiquant. Il s'est engagé dans l'aéronavale par vraie conviction idéologique, conscient des atrocités nazies envers les juifs.
Au vu du dossier, Greenwald a fort bien démasqué le rôle trouble de Keefer et estime que même si Maryk et Willie Keith sont coupables, c'est Keefer qui devrait être dans le box des accusés. Juriste pugnace, habile et méticuleux il entreprend de démolir Queeg. Trois experts psychiatres (dont un disciple des théories de Freud, alors très novatrices et controversées, ce qui permet à Herman Wouk de mettre en scène une confrontation comique entre un jeune psychiatre freudien et un impressionnant juge militaire strict mais humain) l'ont déclaré sain d'esprit, mais il les interroge habilement, faisant ressortir que tous trois ont décelé des tendances paranoïaques.
Il argumente sur la relativité de la folie, un homme pouvant basculer sous le stress dans des circonstances que les psychiatres (qui n'ont guère navigué) ne peuvent évaluer complètement. Il obtient l'acquittement et se rend à une cérémonie dans un hôtel chic de San Francisco où Keefer célèbre le succès du livre qu'il a écrit sur la guerre et qui vient d'être accepté par un grand éditeur.
Keith et Maryk, tout juste acquittés en sont les invités d'honneur, mais Greenwald provoque un esclandre et dit ses quatre vérités à Keefer en jetant un verre de champagne sur son uniforme, une manière symbolique de lui restituer son vrai dû : l'infamante « tache jaune » qu'il mérite autant que Queeg.

### Épilogue
Queeg est relégué au commandement d'un dépôt de matériel dans l'Iowa. Maryk, le seul marin compétent de l'affaire, voit ses espoirs de carrière dans l'active réduits à néant ; on lui confie le commandement d'un chaland d'assaut. Keefer prend le commandement du Caine, et Willie Keith se retrouve second sous ses ordres.
Ironiquement Keefer se révèle aussi incompétent et surtout aussi lâche que Queeg : le Caine est percuté par un kamikaze qui traverse le pont, s'écrase dans la salle des machines et déclenche un incendie « agrémenté » d'explosions de munitions.
Keefer donne l'ordre d'évacuation et saute à l'eau dans les premiers, au mépris de toute tradition navale, uniquement obsédé par le sauvetage du manuscrit de son second livre. Willie Keith, lui, rameute quelques matelots, organise les équipes d'incendie et sauve finalement un Caine copieusement endommagé, avant de repêcher un Keefer bien piteux. De retour au port, ils apprennent la mort héroïque du frère de Keefer, Roland, ancien condisciple de Willie lors de sa formation d'aspirant, qui, servant à bord d'un porte-avions, a réussi à sauver son navire, lui aussi touché par un kamikaze.
Pour son action courageuse, Willie reçoit une décoration, la Bronze Star et, par le même courrier, un blâme, car le verdict du procès a été renversé par décision supérieure.
Keefer est muté ; le Caine, privé d'une chaufferie entière, n'est plus en état d'aller participer aux opérations de déminage liées à la reddition du Japon. Il pourrit au mouillage à Okinawa.
Willie s'en retrouve le dernier commandant et parvient à le garder à flot en étalant un second typhon, qui jette à la côte plusieurs navires plus récents. Il convainc l'État-major de le laisser rentrer aux États-Unis pour la ferraille, à l'arsenal de Bayonne dans le New Jersey, en passant par le canal de Panama. Il lui reste un problème très personnel à régler, celui de sa lâcheté intime : il avait abandonné May Wynn après avoir couché avec elle, en partie à cause de l'insistance de Mme Keith mère, qui ne voulait pas d'une italo-américaine, chanteuse de cabaret, comme belle-fille.
Ayant vu la mort de près au moment de l'attaque du kamikaze, il a réalisé qu'il est toujours épris de May et entreprend de la reconquérir, ce qui n'est pas gagné d'avance...

## Contexte historique... et clins d'œil de l'auteur
Herman Wouk a servi durant la Seconde Guerre mondiale sur deux dragueurs de mines DMS, l'USS Southard (en) et l'USS Zane (en). Il a terminé la guerre comme executive officer (commandant en second) de l'USS Southard. On peut estimer qu'il connaissait bien son sujet et que c'est ce qui donne à cette fiction une puissante impression de réalité.
Son expérience de marin en temps de guerre et d'auteur a un parallèle dans la littérature britannique : c'est Nicholas Monsarrat, auteur de La Mer cruelle (The Cruel Sea).
Il est probable qu'il ait mis un peu de lui-même dans les personnages de Keith, de Keefer et de Greenwald. Toutefois il ne commanda pas à la mer : il était proposé pour prendre le commandement de l'USS Southard mais celui-ci fut jeté à la côte à Okinawa, lors d'un typhon.
Dans ce roman sérieux, souvent amer voire tragique, il ne s'est pas privé de glisser quelques private jokes : le personnage de l'expert naval cité en cour martiale est un officier très expérimenté, nommé Southard, le nom du navire sur lequel Wouk a servi. À un autre moment, un navire fictif est cité, l'USS Barzun, référence à Jacques Barzun, un universitaire français qui compta Wouk parmi ses élèves à l'université Columbia.

## Adaptations

### Film de 1954
Le roman a été adapté en film par Edward Dmytryk en 1954. En plein maccarthysme, il s'agit du premier film du réalisateur après sa convocation parmi les Dix d'Hollywood au House Un-American Activities Committee ; ce qui résonne particulièrement dans l'adaptation.

### Théâtre
Herman Wouk a adapté lui-même son roman au théâtre sous le titre The Caine Mutiny Court-Martial. Cette adaptation se focalise sur le procès.
La pièce a été captée pour la télévision américaine en 1955 dans une réalisation de Franklin J. Schaffner pour l'émission Ford Star Jubilee. Une captation d'une version française a également été produite en 1973 dans le cadre de l'émission Au théâtre ce soir.
Cette adaptation a elle-même fait l'objet de deux adaptations en films :
- 1988 : Ouragan sur le Caine : Le Procès (The Caine Mutiny Court-Martial) de Robert Altman
- 2023 : L'Affaire de la mutinerie du Caine (The Caine Mutiny Court-Martial) de William Friedkin